# Lacaille 9352
Lacaille 9352 (Lac 9352) is een rode dwerg in het sterrenbeeld zuidervis op 10,72 lichtjaar van de zon.